# VK Maritsa
VK Maritsa est un club bulgare de volley-ball fondé en 1950 et basé à Plovdiv, évoluant pour la saison 2024-2025 en Championnat de Bulgarie.

## Palmarès
- Championnat de Bulgarie
  - Vainqueur : 2015, 2016[2], 2017[3], 2018[4], 2019[5], 2020[6], 2021, 2022, 2023, 2024.
  - Finaliste : 2010, 2011, 2012.
- Coupe de Bulgarie
  - Vainqueur : 2012, 2015, 2017[7], 2018[8], 2019[9], 2021, 2022, 2023, 2024.
  - Finaliste : 2011, 2016.
- Supercoupe de Bulgarie
  - Vainqueur : 2015[10].

## Joueuses et personnalités du club

### Entraîneurs
- 2010-2020 :  Ivan Petkov
- 2020-2021 :  Lazar Lazarov
- 2021-2024 :  Borislav Krachanov
- 2024- :  Ahmetcan Erşimşek